# Eokingdonella gentiana
Eokingdonella gentiana is een rechtvleugelig insect uit de familie Dericorythidae. De wetenschappelijke naam van deze soort is voor het eerst geldig gepubliceerd in 1939 door Uvarov.